# Lista țărilor și teritoriilor nesuverane asiatice
Aceasta e o listă cu țările Asiei, cu denumirea fiecăreia în limba română varianta scurtă și cea oficială, și cu denumirea în limba națională. De asemenea sunt prezentate capitalele fiecăreia, drapelul național și poziționarea geografică.
Asia este cel mai întins continent de pe Pământ și de asemenea cel mai populat. Suprafața lui constituie 8,7% din suprafața totală a Terrei și 29,8% din uscatul acesteia. Populația Asiei reprezintă mai mult de 60% din întreaga populație a Pământului.
Limitele acestui continent sunt Munții Ural și râul Ural la vest, Oceanul Arctic la nord, Oceanul Indian la sud, iar la est, Marea Japoniei.
Pe continentul asiatic se regăsesc 47 de state. Dintre acestea, cel mai mare stat ca suprafață de pe continentul asiatic este Rusia cu 17.075.400 km², iar după populație cel mai mare este China cu 1.322.044.605 de locuitori. La extrema cealaltă se află Macao cu o suprafață de doar 25 km², și Brunei cu o populație de 379.174 de locuitori.
De asemenea, o clasificare a acestor țari se poate face și după poziționarea geografică față de punctele cardinale, astfel rezultând regiunile: Asia Centrală, Asia Răsăriteană, Asia Nordică, Asia Sudică, Asia de Sud-Est, Asia de Sud-Vest. 
O a doua clasificare se poate realiza după diferențele culturale și politice dintre diferitele zone, rezultând regiunile: Anatolia, Peninsula Arabică, Caucazul, Orientul Îndepărtat, Indiile Răsăritene, India, Levantu, Orientul Mijlociu, Orientul Apropiat, Coroana Pacificului și Siberia.

## State suverane

### State membre ale ONU
În listă sunt înscrise 49 de state asiatice sau state cu teritoriu important în Asia. Toate sunt membre ale ONU.
| Steag | Hartă | Nume scurt                                                                                              | Nume formal | Capitală | Populație     | Suprafață      | Limbă                                                |
| ----- | ----- | --- | --- | --- | ------------- | -------------- | ---------------------------------------------------- |
|       |       | Afganistan dari: افغانستان (Afghānestān) paștună: افغانستان (Afghānistān)                               | Republica Islamică Afganistan dari: جمهوری اسلامی افغانستان (Jomhūrī-ye Eslāmī-ye Afghānestān) paștună: د افغانستان اسلامي جمهوریت (Afghānistān Islāmī Jumhūrīyat)                                          | Kabul dari: کابل (Kābul) paștună: کابل (Kābul) | 34.940.837    | 652.230 km²    | Paștună, Dari                                        |
|       |       | Arabia Saudită arabă: السعودية (As Su‘ūdiyyah)                                                          | Regatul Arabiei Saudite arabă: المملكة العربية السعودية (Al Mamlakah al ‘Arabiyyah as Su‘ūdiyyah) | Riad arabă: الرياض‎ (Ar Riyāḑ) | 33.091.113    | 2.149.690 km²  | Arabă                                                |
|       |       | Armenia armeană: Հայաստան (Hayastan)                                                                    | Republica Armenia armeană: Հայաստանի Հանրապետություն (Hayastani Hanrapetut’yun) | Erevan armeană: Երևան (Yerevan) | 3.038.217     | 29.743 km²     | Armeană                                              |
|       |       | Azerbaidjan azeră: Azǝrbaycan                                                                           | Republica Azerbaidjan azeră: Azǝrbaycan Respublikası | Baku azeră: Bakı | 10.046.516    | 86.600 km²     | Azerbaidjană                                         |
|       |       | Bahrain arabă: البحرين (Al Baḩrayn)                                                                     | Regatul Bahrain arabă: مملكة البحرين (Mamlakat al Baḩrayn) | Manama arabă: المنامة (Al Manāmah) | 1.442.659     | 760 km²        | Arabă                                                |
|       |       | Bangladesh bengaleză: বাাংলাদেশ (Bāṁlādesh)                                                                  | Republica Populară Bangladesh bengaleză: গণপ্রজাতন্ত্রী বাাংলাদেশ (Gaṇaprajātantrī Bāṁlādesh) | Dhaka bengaleză: ঢাকা (Ḍhākā) | 159.453.001   | 148.460 km²    | Bengaleză                                            |
|       |       | Bhutan dzongkha: འབྲུག་ཡུལ་ (Druk Yul)                                                                     | Regatul Bhutan dzongkha: འབྲུག་རྒྱལ་ཁབ་ (Druk Gyalkhap) | Thimphu dzongkha: ཐིམ་ཕུ་ (Thimphu) | 766.397       | 38.394 km²     | Bhutaneză                                            |
|       |       | Brunei malaieză: Brunei                                                                                 | Statul Brunei, Domiciliul Păcii malaieză: Negara Brunei Darussalam | Bandar Seri Begawan malaieză: Bandar Seri Begawan | 450.565       | 5.765 km²      | Malaeză, Engleză                                     |
|       |       | Cambodgia khmeră: កម្ពុជា (Kâmpŭchéa)                                                                      | Regatul Cambodgia khmeră: ព្រះរាជាណាចក្រ កម្ពុជា (Preăhréachéanachâkr Kâmpŭchéa) | Phnom Penh khmeră: ភ្នំពេញ (Phnum Pénh) | 16.449.519    | 181.035 km²    | Khmeră                                               |
|       |       | China chineză: 中国 (Zhongguo)                                                                          | Republica Populară Chineză chineză: 中华人民共和国 (Zhonghua Renmin Gongheguo) | Beijing chineză: 北京 (Beijing) | 1.384.688.986 | 9.596.960 km²  | Chineză (Mandarină, Cantoneză, Hakka, Hokkienă, etc) |
|       |       | Cipru greacă: Κύπρος (Kýpros) turcă: Kıbrıs                                                             | Republica Cipru greacă: Κυπριακή Δημοκρατία (Kypriakí Dimokratía) turcă: Kıbrıs Cumhuriyeti | Nicosia greacă: Λευκωσία (Lefkosía) turcă: Lefkoşa | 1.237.088     | 9.251 km²      | Greacă, Turcă                                        |
|       |       | Coreea de Nord coreeană: 조선 (Chosŏn)                                                                  | Republica Populară Democrată Coreeană coreeană: 조선 민주주의 인민 공화국 (Chosŏn Minjujuŭi Inmin Konghwaguk)                                                                                               | Phenian coreeană: 평양시 (P’yŏngyang) | 25.381.085    | 120.538 km²    | Coreană (de Nord)                                    |
|       |       | Coreea de Sud coreeană: 한국 (Han’guk)                                                                  | Republica Coreea coreeană: 대한 민국 (Taehan Min’guk) | Seul coreeană: 서울 (Seoul) | 51.418.097    | 99.720 km²     | Coreană (de Sud)                                     |
|       |       | Egipt arabă: مصر (Mişr)                                                                                 | Republica Arabă Egipt arabă: جمهورية مصر العربية (Jumhūriyyat Mişr al ‘Arabiyyah) | Cairo arabă: القاهرة (Al-Qāhirah) | 99.413.317    | 1.001.450 km²  | Arabă                                                |
|       |       | Emiratele Arabe Unite arabă: الإمارات (Al Imārāt)                                                       | Emiratele Arabe Unite arabă: الإمارات العربية المتحدة (Al Imārāt al ‘Arabiyyah al Muttaḩidah) | Abu Dhabi arabă: أبو ظبي (Abū Ẓabī) | 9.701.315     | 83.600 km²     | Arabă                                                |
|       |       | Filipine filipineză: Pilipinas engleză: Philippines                                                     | Republica Filipine filipineză: Republika ng Pilipinas engleză: Republic of the Philippines | Manila filipineză: Maynila engleză: Manila | 105.893.381   | 300.000 km²    | Engleză, Filipineză, Tagalog                         |
|       |       | Georgia gruzină: საქართველო (Sakartvelo)                                                                | Georgia gruzină: საქართველო (Sakartvelo) | Tbilisi gruzină: თბილისი (Tbilisi) | 4.003.000     | 69.700 km²     | Georgiană                                            |
|       |       | India hindi: भारत (Bhārat) engleză: India                                                                | Republica India hindi: भारत गणराज्य (Bhārat Gaṇarājya) engleză: Republic of India | New Delhi hindi: नई दिल्ली (Naī Dillī) engleză: New Delhi | 1.296.834.042 | 3.287.263 km²  | Engleză, Hindi, Punjabi, Marathi, Gujarati           |
|       |       | Indonezia indoneziană: Indonesia                                                                        | Republica Indonezia indoneziană: Republik Indonesia | Jakarta indoneziană: Jakarta | 262.787.403   | 1.904.569 km²  | Indoneziană                                          |
|       |       | Iordania arabă: الأردن (Al Urdun)                                                                       | Regatul Hașemit al Iordaniei arabă: المملكة الأردنية الهاشمية (Al Mamlakah al Urduniyyah al Hāshimiyyah) | Amman arabă: عمان (ʻAmmān) | 10.458.413    | 89.342 km²     | Ebraică, Arabă                                       |
|       |       | Irak arabă: العراق (Al ‘Irāq) kurdă: عێراق‎ (‘Êraq)                                                      | Republica Irak arabă: جمهورية العراق (Jumhūriyyat al ‘Irāq) kurdă: کۆماری عێراق‎ (Komarî ‘Êraq) | Bagdad arabă: بغداد (Baghdād) kurdă: بەغدا (Beẍda) | 40.194.216    | 438.317 km²    | Kurdă, Arabă                                         |
|       |       | Iran persană: ایران (Irān)                                                                              | Republica Islamică Iran persană: جمهوری اسلامی ایران (Jomhuri-ye Eslāmi-ye Irān) | Teheran persană: تهران (Ťehrân) | 83.024.745    | 1.648.195 km²  | Persană, Arabă                                       |
|       |       | Israel ebraică: ישראל (Yisra’el)                                                                        | Statul Israel ebraică: מדינת ישראל (Medinat Yisra’el) | Ierusalim ebraică: ירושלים (Yerushaláyim) | 8.424.904     | 21.937 km²     | Ebraică, Arabă, Aramaică                             |
|       |       | Japonia japoneză: 日本 (Nihon)                                                                          | Japonia japoneză: 日本国 (Nihon-koku) | Tokyo japoneză: 東京 (Tōkyō) | 126.168.156   | 377.915 km²    | Japoneză                                             |
|       |       | Kazahstan kazahă: Қазақстан (Qazaqstan) rusă: Казахстан (Kazahstan)                                     | Republica Kazahstan kazahă: Қазақстан Республикасы (Qazaqstan Respūblīkasy) rusă: Республика Казахстан (Respublika Kazahstan)                                                                               | Nur-Sultan kazahă: Нұр-Сұлтан (Nur-Sultan) rusă: Нур-Султан (Nur-Sultan) | 18.744.548    | 2.724.900 km²  | Kazakhă, Rusă                                        |
|       |       | Kirghizstan kirghiză: Кыргызстан (Kyrgyzstan) rusă: Кыргызстан (Kyrgyzstan)                             | Republica Kirghiză kirghiză: Кыргыз Республикасы (Kyrgyz Respublikasy) rusă: Кыргызская Республика (Kyrgyzskaja Respublika)                                                                                 | Bișkek kirghiză: Бишкек (Bishkek) rusă: Бишкек (Bishkek) | 5.849.296     | 199.951 km²    | Kirghiză, Rusă                                       |
|       |       | Kuwait arabă: الكويت (Al Kuwayt)                                                                        | Statul Kuwait arabă: دولة الكويت (Dawlat al Kuwayt) | Al Kuwait arabă: مدينة الكويت (Madinat al Kuwayt) | 2.916.467     | 17.818 km²     | Arabă                                                |
|       |       | Laos laoțiană: ປະເທດລາວ (PathetLao)                                                                     | Republica Populară Democrată Laos laoțiană: ສາທາລະນະລັດ ປະຊາທິປະໄຕ ປະຊາຊົນລາວ (Sathalanalat Paxathipatai Paxaxôn Lao)                                                                                          | Vientiane laoțiană: ວຽງຈັນ (Viangchan) | 7.234.171     | 236.800 km²    | Laoțiană                                             |
|       |       | Liban arabă: لبنان (Lubnān)                                                                             | Republica Libaneză arabă: الجمهورية اللبنانية (Al Jumhūriyyah al Lubnāniyyah) | Beirut arabă: بيروت (Bayrūt) | 6.100.075     | 10.400 km²     | Arabă                                                |
|       |       | Malaysia malaieză: Malaysia                                                                             | Malaysia malaieză: Malaysia | Kuala Lumpur malaieză: Kuala Lumpur | 31.809.660    | 329.847 km²    | Malaeză                                              |
|       |       | Maldive dhivehi: ދިވެހިރާއްޖެ (Dhivehi Raajje)                                                                | Republica Maldive dhivehi: ދިވެހިރާއްޖޭގެ ޖުމްހޫރިއްޔާ (Dhivehi Raajjeyge Jumhooriyyaa) | Malé dhivehi: މާލެ (Maale) | 392.473       | 298 km²        | Dhivehi                                              |
|       |       | Mongolia mongolă: Монгол (Mongol)                                                                       | Mongolia mongolă: Монгол улс (Mongol uls) | Ulaanbaatar mongolă: Улаанбаатар (Ulaanbaatar) | 3.103.428     | 1.564.116 km²  | Mongolă                                              |
|       |       | Myanmar birmană: မြန်မာ (Myanma)                                                                           | Republica Uniunea Myanmar birmană: ပြည်ထောင်စု သမ္မတ မြန်မာနိုင်ငံတော်‌ (Pyidaungzu Thammada Myanma Naingngandaw) | Naypyidaw birmană: နေပြည်တော် (Nepranytau) | 55.622.506    | 676.578 km²    | Birmană                                              |
|       |       | Nepal nepaleză: नेपाल (Nepāl)                                                                             | Republica Federală Democratică Nepal nepaleză: संघीय लोकतान्त्रिक गणतरि नेपाल (Saṁghīya Loktāntrik Gaṇatantra Nepāl)                                                                                                  | Kathmandu nepaleză: काठमाडौं (Kāṭhmāḍauṁ) | 29.717.587    | 147.181 km²    | Nepaleză                                             |
|       |       | Oman arabă: عمان (‘Umān)                                                                                | Sultanatul Oman arabă: سلطنة عمان (Salţanat ‘Umān) | Muscat arabă: مسقط (Masqaṭ) | 4.613.241     | 309.500 km²    | Arabă                                                |
|       |       | Pakistan engleză: Pakistan urdu: پاکستان (Pākistān)                                                     | Republica Islamică Pakistan engleză: Islamic Republic of Pakistan urdu: اسلامی جمہوریہ پاكستان (Jamhūryat Islāmī Pākistān)                                                                                  | Islamabad engleză: Islamabad urdu: اسلام آباد (Islāmābād) | 207.862.518   | 796.095 km²    | Urdu                                                 |
|       |       | Qatar arabă: قطر (Qaţar)                                                                                | Statul Qatar arabă: دولة قطر (Dawlat Qaţar) | Doha arabă: الدوحة (Ad-Dawḥa) | 2.363.569     | 11.586 km²     | Arabă                                                |
|       |       | Rusia rusă: Россия (Rossija)                                                                            | Federația Rusă rusă: Российская Федерация (Rossijskaja Federacija) | Moscova rusă: Москва (Moskva) | 142.122.776   | 17.098.242 km² | Rusă                                                 |
|       |       | Singapore engleză: Singapore malaieză: Singapura tamilă: சிங்கப்பூர (Chiṅkappūr) chineză: 新加坡 (Xinjiapo) | Republica Singapore engleză: Republic of Singapore malaieză: Republik Singapura tamilă: சிங்கப்பூர் குடியரசு (Chiṅkappūr Kuṭiyarachu) chineză: 新加坡共和国 (Xinjiapo Gongheguo)                                    | Singapore engleză: Singapore malaieză: Singapura tamilă: சிங்கப்பூர (Chiṅkappūr) chineză: 新加坡 (Xinjiapo) | 5.995.991     | 719,2 km²      | Mandarină, Engleză, Malaeză, Tamilă                  |
|       |       | Siria arabă: سوريا (Sūriyā)                                                                             | Republica Arabă Siriană arabă: الجمهورية العربية السورية (Al Jumhūriyyah al ‘Arabiyyah as Sūriyyah) | Damasc arabă: دمشق (Dimašq) | 19.454.263    | 187.437 km²    | Arabă                                                |
|       |       | Sri Lanka sinhaleză: ශ්‍රී ලංකාව (Shrī Laṁkā) tamilă: இலங்கை (Ilaṅkai)                                          | Republica Democratică Socialistă Sri Lanka sinhaleză: ශ්‍රී ලංකා ප්‍රජාතාන්ත්‍රික සමාජවාදී ජනරජය (Shrī Laṁkā Prajātāntrika Samājavādī Janarajaya) tamilă: இலங்கை சனநாயக சோசலிசக் குடியரசு (Ilaṅkai Jaṉanāyaka Choṣhalichak Kuṭiyarachu) | Colombo (comercială) sinhaleză: කොළඹ (Kolamba) tamilă: கொழும்பு (Koḻumpu) Sri Jayewardenepura Kotte (legislativă) sinhaleză: ශ්‍රී ජයවර්ධනපුර කෝට්ටේ (Shrī Jayavardhanapura Koṭṭe) tamilă: சிறீ ஜெயவர்தனபுர கோட்டை (Ciṟī Jeyavartaṉapura Kōṭṭai) | 22.576.592    | 65.610 km²     | Singhaleză, Tamilă                                   |
|       |       | Tadjikistan tadjică: Тоҷикистон (Tojikiston)                                                            | Republica Tadjikistan tadjică: Ҷумҳурии Тоҷикистон (Jumhurii Tojikiston) | Dușanbe tadjică: Душанбе (Dushanbe) | 8.604.882     | 144.100 km²    | Tadjică                                              |
|       |       | Thailanda thailandeză: ประเทศไทย (Prathet Thai)                                                         | Regatul Thailanda thailandeză: ราชอาณาจักรไทย (Ratcha Anachak Thai) | Bangkok thailandeză: กรุงเทพฯ (Krung Thep) | 68.615.858    | 513.120 km²    | Thailandeză                                          |
|       |       | Timorul de Est portugheză: Timor-Leste tetum: Timor Lorosa’e                                            | Republica Democrată Timorul de Est portugheză: República Democrática de Timor-Leste tetum: Repúblika Demokrátika Timor Lorosa’e                                                                             | Dili portugheză: Díli tetum: Dili | 1.321.929     | 14.874 km²     | Tetum, Portugheză                                    |
|       |       | Turcia turcă: Türkiye                                                                                   | Republica Turcia turcă: Türkiye Cumhuriyeti | Ankara turcă: Ankara | 81.257.239    | 783.562 km²    | Turcă                                                |
|       |       | Turkmenistan turkmenă: Türkmenistan                                                                     | Turkmenistan turkmenă: Türkmenistan | Așgabat turkmenă: Aşgabat | 5.411.012     | 488.100 km²    | Turkmenă                                             |
|       |       | Uzbekistan uzbecă: O‘zbekiston                                                                          | Republica Uzbekistan uzbecă: O‘zbekiston Respublikasi | Tașkent uzbecă: Toshkent | 30.023.709    | 447.400 km²    | Uzbecă                                               |
|       |       | Vietnam vietnameză: Việt Nam                                                                            | Republica Socialistă Vietnam vietnameză: Cộng Hòa Xã Hội Chủ Nghĩa Việt Nam | Hanoi vietnameză: Hà Nội | 97.040.334    | 331.210 km²    | Vietnameză                                           |
|       |       | Yemen arabă: اليمن (Al Yaman)                                                                           | Republica Yemen arabă: الجمهورية اليمنية (Al Jumhūriyyah al Yamaniyyah) | Sana’a arabă: صنعاء (Ṣanʿāʾ) | 28.667.230    | 527.968 km²    | Arabă                                                |

### State observatoare ale ONU
| Steag | Hartă | Nume scurt                         | Nume formal                                           | Statut                                                 | Capitală                                                                                      | Populație | Suprafață |
| ----- | ----- | ---------------------------------- | ----------------------------------------------------- | ------------------------------------------------------ | --------------------------------------------------------------------------------------------- | --------- | --------- |
|       |       | Palestina arabă: فلسطين (Filasṭīn) | Statul Palestina arabă: دولة فلسطين (Dawlat Filasṭīn) | Recunoscut de 137 din cele 193 de state membre ale ONU | Ramallah (de facto) arabă: رام الله (Rām Allāh) Ierusalim (proclamată) arabă: القدس (Al-Quds) | 4.816.503 | 6.020 km² |

### State cu recunoaștere internațională limitată dar importantă
| Steag | Hartă | Nume scurt                    | Nume formal                                           | Statut | Capitală                      | Populație  | Suprafață  |
| ----- | ----- | ----------------------------- | ----------------------------------------------------- | --- | ----------------------------- | ---------- | ---------- |
|       |       | Taiwan chineză: 臺灣 (Táiwān) | Republica Chineză chineză: 中華民國 (Zhōnghuá Mínguó) | Revendicat ca parte a Republicii Populare Chineze. Recunoscut oficial de 14 din cele 193 de state membre ale ONU și Vatican. Menține relații neoficiale cu majoritatea celorlalte state și este recunoscut de facto de majoritatea statelor suverane. | Taipei chineză: 台北 (Táiběi) | 23.545.963 | 35.980 km² |

### State cu puțină sau nicio recunoaștere internațională
Cele patru state din listă au puțină sau nu au recunoaștere internațională și nu sunt membre ale ONU. Toate sunt definite ca state prin teoria declarativă.
| Steag | Hartă | Nume scurt                                                                                 | Nume formal | Statut                                                                                            | Capitală                                                      | Populație | Suprafață  |
| ----- | ----- | ------------------------------------------------------------------------------------------ | --- | ------------------------------------------------------------------------------------------------- | ------------------------------------------------------------- | --------- | ---------- |
|       |       | Abhazia abhază: Аԥсны (Apsny) rusă: Абхазия (Abkhaziya)                                    | Republica Abhazia abhază: Аҧсны Аҳәынҭқарра (Apsny Ahwyntkarra) rusă: Республика Абхазия (Respublika Abkhaziya)                                  | Revendicat ca republică autonomă a Georgiei. Recunoscut de 6 din cele 193 de state membre ale ONU | Suhumi abhază: Аҟәа (Akwa) rusă: Сухум (Sukhum)               | 243.564   | 8.640 km²  |
|       |       | Arțah armeană: Արցախ (Artsakh)                                                             | Republica Arțah armeană: Արցախի Հանրապետություն (Artsakhi Hanrapetut’yun)                                                                        | Revendicat ca parte a Republicii Azerbaidjan                                                      | Stepanakert armeană: Ստեփանակերտ (Stepanakert)                | 145.000   | 11.500 km² |
|       |       | Ciprul de Nord turcă: Kuzey Kıbrıs                                                         | Republica Turcă a Ciprului de Nord turcă: Kuzey Kıbrıs Türk Cumhuriyeti                                                                          | Revendicat ca parte a Republicii Cipru. Recunoscut de Turcia                                      | Nicosia de Nord (de facto) turcă: Kuzey Lefkoşa               | 294.396   | 3.242 km²  |
|       |       | Osetia de Sud osetă: Хуссар Ирыстон (Xussar Iryston) rusă: Южная Осетия (Yuzhnaya Osetiya) | Republica Osetia de Sud osetă: Республикӕ Хуссар Ирыстон (Respublikæ Xussar Iryston) rusă: Республика Южная Осетия (Respublika Yuzhnaya Osetiya) | Revendicat ca parte a Georgiei. Recunoscut de 5 din cele 193 de state membre ale ONU              | Țhinvali osetă: Цхинвал (Tskhinval) rusă: Цхинвал (Tskhinval) | 53.000    | 3.900 km²  |

## Teritorii dependente
| Steag | Hartă | Nume scurt                                                                           | Nume formal | Statut                           | Capitală                                                                              | Populație | Suprafață |
| ----- | ----- | ------------------------------------------------------------------------------------ | --- | -------------------------------- | ------------------------------------------------------------------------------------- | --------- | --------- |
|       |       | Akrotiri și Dhekelia engleză: Akrotiri and Dhekelia                                  | Bazele Militare Suverane Akrotiri și Dhekelia engleză: Sovereign Base Areas of Akrotiri and Dhekelia                      | Teritoriu britanic de peste mări | Episkopi engleză: Episkopi                                                            | 15.500    | 253,8 km² |
|       |       | Insula Crăciunului chineză: 聖誕島 malaieză: Pulau Krismas engleză: Christmas Island | Teritoriul Insulei Crăciunului chineză: 聖誕島領地 malaieză: Wilayah Pulau Krismas engleză: Territory of Christmas Island | Teritoriu al Australiei          | Flying Fish Cove chineză: 飛魚灣 malaieză: Flying Fish Cove engleză: Flying Fish Cove | 2.205     | 135 km²   |
|       |       | Insulele Cocos malaieză: Kepulauan Cocos engleză: Cocos Islands                      | Teritoriul Insulelor Cocos malaieză: Wilayah Kepulauan Cocos engleză: Territory of Cocos Islands                          | Teritoriu al Australiei          | West Island malaieză: Pulau Panjang engleză: West Island                              | 596       | 14 km²    |
|       |       | Teritoriul Britanic din Oceanul Indian engleză: British Indian Ocean Territory       | Teritoriul Britanic din Oceanul Indian engleză: British Indian Ocean Territory                                            | Teritoriu britanic de peste mări | Camp Justice engleză: Camp Justice                                                    | 3.000     | 60 km²    |